# Finale Europacup II 1997
De finale van de Europacup II van het seizoen 1996/97 werd gehouden op 14 mei 1997 in De Kuip in Rotterdam. FC Barcelona nam het op tegen titelverdediger Paris Saint-Germain. De Catalanen wonnen na een strafschop van de Braziliaanse stervoetballer Ronaldo. Het was de vierde keer dat Barcelona de Europacup II won.

## Wedstrijd
|             |                    |       |                     |                                                                                 |
| 14 mei 1997 | FC Barcelona       | 1 – 0 | Paris Saint-Germain | De Kuip, Rotterdam Toeschouwers: 52.000 Scheidsrechter: Markus Merk (Duitsland) |
| 14 mei 1997 | Ronaldo 37' (pen.) |       |                     | De Kuip, Rotterdam Toeschouwers: 52.000 Scheidsrechter: Markus Merk (Duitsland) |

| Barcelona | PSG |

| FC Barcelona: |    |                    |            |
|               |    |                    |            |
| GK            | 1  | Vítor Baía         |            |
| RB            | 2  | Albert Ferrer      |            |
| CB            | 3  | Abelardo Fernández |            |
| CB            | 26 | Fernando Couto     | Kreeg geel |
| LB            | 12 | Sergi Barjuán      |            |
| CM            | 5  | Gheorghe Popescu   | 46'        |
| CM            | 4  | Josep Guardiola    |            |
| RW            | 7  | Luís Figo          |            |
| AM            | 23 | Iván de la Peña    | 85'        |
| LW            | 21 | Luis Enrique       | 89'        |
| CF            | 9  | Ronaldo            |            |
| Invallers:    |    |                    |            |
| GK            | 13 | Carles Busquets    |            |
| DF            | 18 | Guillermo Amor     | 46'        |
| MF            | 10 | Giovanni           |            |
| FW            | 8  | Christo Stoitsjkov | 85'        |
| MF            | 19 | Juan Antonio Pizzi | 89'        |
| Coach:        |    |                    |            |
| Bobby Robson  |    |                    |            |

| Paris Saint-Germain: |    |                   |     |
|                      |    |                   |     |
| GK                   | 1  | Bernard Lama      |     |
| RB                   | 13 | Laurent Fournier  |     |
| CB                   | 4  | Bruno N'Gotty     |     |
| CB                   | 6  | Paul Le Guen      |     |
| LB                   | 22 | Didier Domi       |     |
| RM                   | 19 | Jérôme Leroy      |     |
| CM                   | 8  | Vincent Guérin    |     |
| AM                   | 10 | Raí               | 55' |
| LM                   | 15 | Benoît Cauet      | 76' |
| CF                   | 11 | Patrice Loko      |     |
| CF                   | 7  | Leonardo          |     |
| Invallers:           |    |                   |     |
| GK                   | 16 | Vincent Fernandez |     |
| DF                   | 17 | Jimmy Algerino    | 55' |
| DF                   | 2  | Daniel Kenedy     |     |
| FW                   | 9  | Julio Dely Valdés | 76' |
| FW                   | 26 | Cyrille Pouget    |     |
| Coach:               |    |                   |     |
| Ricardo Gomes        |    |                   |     |

1960/61 · 1961/62 · 1962/63 · 1963/64 · 1964/65 · 1965/66 · 1966/67 · 1967/68 · 1968/69 · 1969/70 · 1970/71 · 1971/72 · 1972/73 · 1973/74 · 1974/75 · 1975/76 · 1976/77 · 1977/78 · 1978/79 · 1979/80 · 1980/81 · 1981/82 · 1982/83 · 1983/84 · 1984/85 · 1985/86 · 1986/87 · 1987/88 · 1988/89 · 1989/90 · 1990/91 · 1991/92 · 1992/93 · 1993/94 · 1994/95 · 1995/96 · 1996/97 · 1997/98 · 1998/99